# Resistència Catalana
Resistència Catalana fou una organització armada independentista de Catalunya Nord, que va actuar entre els anys 1984-1986, i la major part dels objectius dels seus atacs amb explosius foren interessos urbanístics francesos a Catalunya Nord.